# Conmutación (válvulas)

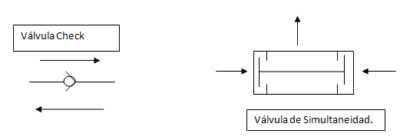

La conmutación se define como la acción de modificar el camino del flujo de la presión en válvulas de la neumática o hidráulica.
Normalmente para llevarse a cabo una conmutación antes debe tener un accionamiento, dependiendo la válvula y su respectivo funcionamiento, será su conmutación.
Por ejemplo, en una válvula Check la conmutación es unidireccional, mientras que en la válvula de Simultaneidad la conmutación depende de la dirección de la presión por donde se active. 
La conmutación se lleva a cabo en cualquier válvula, en pocas palabras es el control y cambio de dirección en el flujo de presión del sistema provocado por el accionamiento de una válvula.
- Datos: Q5783370